# Geich (Zülpich)
Geich is een plaats in de Duitse gemeente Zülpich, deelstaat Noordrijn-Westfalen, en telt 873 inwoners (2006).